# Polypedates otilophus
Polypedates otilophus är en groddjursart som först beskrevs av George Albert Boulenger 1893.  Polypedates otilophus ingår i släktet Polypedates och familjen trädgrodor. IUCN kategoriserar arten globalt som livskraftig. Inga underarter finns listade i Catalogue of Life.